# Матеуш Бернат
Мате́уш Бе́рнат (пол. Mateusz Biernat, нар. 19 травня 1992) — польський волейболіст, пасувальник (зв'язуючий), гравець клубу Плюс Ліги «Група Азоти ЗАКСА» (Кендзежин-Козьле).

## Життєпис
Навчався в початковій школі в Радліні, спортивних гімназії та ліцеї. Є вихованцем «Ґурника» (Радлін); шульга.
Кілька років провів у варшавських клубах «МОС Воля» та «Варшавська політехніка». Грав у клубах АЗС (Ниса, 2012—2016), «Острава» (2016—2018; граючи за цей клуб, мешкав у батьків у Радліні), «Дукла» (Ліберець, 2018—2020), «eWinner Gwardia» (Вроцлав, 2020—2021). Із сезону 2021—2022 є гравцем італійського клубу «Консар» (Равенна; ЗМІ повідомили про перехід гравця в липні 2021). У сезоні 2022—2023 грав у німецькому клубі «Фрідріхсгафен» з однойменного міста.
У січні 2024 підписав угоду з клубом Плюс Ліги «Група Азоти ЗАКСА» (Кендзежин-Козьле), оскільки важку травму отримав її гравець Радослав Ґіль.

### Досягнення
- віцечемпіон Чехії 2019[4].